# Moulay Hassan I-dam
De Moulay Hassan I-dam is een stuwdam in Marokko, vernoemd naar de voormalige sultan: Moulay Hassan I.
Met zijn 145 meter is het de hoogste van Marokko.
Hij werd gebouwd in de jaren 1980, en in 1991 in gebruik genomen, op 19 km ten noordoosten van Demnate in de provincie Azilal. Hij dient zowel voor de irrigatie van een 400 km² groot gebied, als voor drinkwatervoorziening en elektriciteitsproductie.
De waterkrachtcentrale beschikt over een Francisturbine van 67,2 MW vermogen, waarmee per jaar 132 GWh geproduceerd kan worden.
Het stuwmeer heeft een oppervlakte van 4 km² en een inhoud van 273 miljoen m³.